# Éditions Gallimard
Pour les articles homonymes, voir Gallimard (homonymie).
Les éditions Gallimard, appelées jusqu’en 1919 les éditions de la Nouvelle Revue française et jusqu’en 1961 la librairie Gallimard, sont un groupe d'édition français. La maison d'édition est fondée par Gaston Gallimard en 1911. Le groupe Gallimard est dirigé par Antoine Gallimard.
Considérée comme l'une des plus importantes et influentes maisons d'édition en France, notamment pour la littérature du XXe siècle et contemporaine, Gallimard est le diffuseur, en 2011, d'un catalogue comprenant 38 prix Goncourt, 38 écrivains ayant reçu le prix Nobel de littérature, et 10 écrivains récompensés du prix Pulitzer.
Gallimard fait partie du Groupe Madrigall, le troisième pôle éditorial français.

## Histoire

### Débuts
Le 31 mai 1911, André Gide (1869-1951), Jean Schlumberger (1877-1968) et Gaston Gallimard (1881-1975) signent à Paris l’acte de fondation des Éditions de La Nouvelle Revue française. Il ne s’agit alors que d’un comptoir d’édition issu de La Nouvelle Revue française (La NRF), la revue de littérature et de critique créée en février 1909 par un groupe d’écrivains réunis autour de Gide.
Les trois premiers livres, publiés dès 1911 avec une couverture crème aux liserés rouges et noir frappée du monogramme NRF, sont L’Otage de Paul Claudel, Isabelle de Gide et La Mère et l’enfant de Charles-Louis Philippe. Saint-John Perse (1911), Jules Romains (1916), Roger Martin du Gard (1913), Joseph Conrad (1912) et Paul Valéry (1917) figurent, à leur suite, parmi les premiers auteurs représentés dans ce qui devient ensuite la collection « Blanche ». Une centaine de titres sont ainsi publiés de mai 1911 à juin 1919 par les Éditions de la NRF, dont La Jeune Parque, qui marque le retour de Paul Valéry à la poésie. Fils de Paul Gallimard (grand collectionneur de tableaux et d’estampes, propriétaire du théâtre des Variétés), Gaston Gallimard est appelé comme gérant de l’entreprise par André Gide et Jean Schlumberger. Associé financièrement à l'affaire, il se découvre une vocation d’éditeur. Avec l’aide de Gide et du secrétaire de la NRF Jacques Rivière (1886-1925), il parvient notamment à convaincre en 1917 Marcel Proust de lui confier la publication de son œuvre, cinq ans après que Du côté de chez Swann, le premier volume de À la recherche du temps perdu, a été hâtivement refusé par la NRF et publié à compte d’auteur par Bernard Grasset. La parution du second volume, À l’ombre des jeunes filles en fleur, à l’enseigne de la NRF permet à la maison d’édition d’obtenir son premier prix Goncourt en 1919.
En août 1913, Jean Schlumberger et Jacques Copeau (1879-1949), également soucieux d’une profonde rénovation dramatique, fondent le théâtre du Vieux-Colombier, associé à la NRF jusqu’en 1924. Gaston Gallimard en est l’administrateur, Jacques Copeau le directeur, et Louis Jouvet le régisseur. Cette nouvelle scène parisienne, à laquelle sont associées une troupe (où figure Charles Dullin) et une école, est inaugurée le 23 octobre 1919. Y sont présentés de grands textes du répertoire (Molière, Shakespeare…) et créées quelques pièces écrites par des auteurs proches de la NRF (Paul Claudel, André Gide, Jules Romains, Charles Vildrac, Henri Ghéon…).

### Expansion rapide
De retour d’une tournée aux États-Unis avec la troupe du Vieux-Colombier, Gaston Gallimard décide en 1919 de donner un nouveau souffle à l’entreprise commune. Tout en s’appuyant sur la revue La NRF, dirigée par Jacques Rivière de 1919 à 1925 puis par Jean Paulhan de 1925 à 1940 et de 1953 à 1968, il crée le 26 juillet 1919 la Librairie Gallimard, une nouvelle société réunissant les activités de la revue et du comptoir d’édition. L’un de ses deux frères, Raymond Gallimard, et son ami Emmanuel, dit Maney, Couvreux s’associent à cette nouvelle entreprise, dotée de ressources financières plus importantes. Gaston Gallimard acquiert ainsi une imprimerie (Imprimerie Sainte-Catherine, à Bruges), crée une librairie (boulevard Raspail) et recrute de nouveaux collaborateurs, dont le directeur commercial Louis-Daniel Hirsch.
Gaston Gallimard mène dès lors une politique éditoriale moins exclusive en éditant notamment des livres pour enfants (dont Les Contes du chat perché de Marcel Aymé, 1934-1948), des collections de littérature populaire (« Chef-d’œuvre du roman d’aventure », 1928 ; « Succès », 1931 ; etc.) et des magazines, à travers sa filiale fondée en octobre 1928, les publications ZED, qui lance Détective en 1928, puis Voilà en 1931 et Marianne en 1932. Il passe un accord exclusif de diffusion et de distribution avec les Messageries Hachette, le 29 mars 1932, pour assurer de façon plus efficace la commercialisation de ses livres.
L’accroissement des ventes donne à Gaston Gallimard les moyens de financer sur la durée un catalogue littéraire plus exigeant. Il s’entoure de collaborateurs éditoriaux qu’il réunit dès 1925 au sein d’un comité de lecture. Les cadres de la revue — Jean Paulhan, Benjamin Crémieux, Ramon Fernandez, Bernard Groethuysen — y sont bientôt rejoints par Brice Parain (1927), André Malraux (1928), Marcel Arland et Raymond Queneau (1938). Quelques auteurs sont ainsi directement associés à l’animation éditoriale de l’entreprise. Ils y jouent des rôles d'éditeurs, de lecteurs et de directeurs de collection (Paul Morand, par exemple, pour « Renaissance de la Nouvelle »), ou assument d'autres fonctions (comme André Malraux, qui prend la suite de Roger Allard à la direction artistique des éditions Gallimard en octobre 1928).
L’activité littéraire des Éditions prend de l'ampleur, marquée par l’arrivée d’une nouvelle génération de romanciers (Kessel, 1922 ; Aymé, 1927 ; Malraux, 1928 ; Saint-Exupéry, 1929 ; Giono, 1931 ; Queneau, 1933 ; Simenon, 1934 ; Sartre, 1938…), de poètes (Aragon, 1921 ; Supervielle, 1923 ; Breton, 1924 ; Ponge, 1926 ; Michaux, 1927…) et par le développement du département étranger (Pirandello, 1925 ; Hemingway, 1928 ; Dos Passos, 1928 ; Faulkner, 1933 ; Kafka, 1933 ; Steinbeck, 1939 ; Nabokov, 1939 ; Mitchell, 1939…). Les œuvres d’Alain (1920) et de Freud (1923) constituent le socle d’un catalogue de philosophie et de sciences de l’homme qui va peu à peu prendre un grand essor.
Parallèlement, les collections de Gallimard se multiplient, tant en littérature française et étrangère (« Une œuvre, un portrait », 1921 ; « Du monde entier », 1931 ; « Métamorphoses » dirigée par Jean Paulhan, 1936), qu’en essais et documents (« Les Documents bleus », 1923 ; « Vie des hommes illustres », 1926 ; « Bibliothèque des idées », 1927 ; « Les Essais », 1931). « La Bibliothèque de la Pléiade », luxueuse collection créée en 1931 par Jacques Schiffrin (1892-1950) au sein de ses propres éditions, est reprise par Gallimard en 1933. Elle rassemble des ouvrages d’œuvres complètes ou d’anthologies sur papier bible reliés plein cuir. Son fondateur en conserve la direction, tout en prenant par ailleurs la responsabilité des publications pour la jeunesse de la NRF.
Après avoir occupé successivement le 1, rue Saint-Benoît (1911-1912), le 35 et 37 de la rue Madame (1912-1921) et le 3, rue de Grenelle (1921-1929), la maison d'édition établit son siège social au 43, rue de Beaune qui est renommée rue Sébastien-Bottin la même année.

### Occupation

L'Étranger d'Albert Camus, 1942.

À la déclaration de guerre, en septembre 1939, une partie du personnel de la maison d’édition s’installe dans la Manche, dans une propriété familiale des Gallimard situé à Mirande, près de Sartilly ; puis, à l’approche des troupes allemandes, quelques membres de la direction rejoignent le Sud entre le 13 et le 19 juin 1940. Gaston Gallimard et quelques proches sont hébergés par le poète Joë Bousquet, près de Carcassonne, durant l’été. Il fait le choix de rentrer à Paris en octobre 1940 et engage des discussions avec les autorités allemandes, désireuses de contrôler sa maison d’édition. Alors que sa maison est mise sous scellés du 9 novembre au 2 décembre 1940, Gaston Gallimard réussit à préserver l’indépendance capitalistique et éditoriale de sa firme mais doit, en contrepartie, confier la direction de la revue NRF à Pierre Drieu la Rochelle (1893-1945), écrivain ouvert à une collaboration active avec l’occupant. Drieu la Rochelle ouvre la revue à des écrits pro-allemands et la ferme aux auteurs jugés « indésirables » par l’occupant ; exsangue, La NRF cesse de paraître en juin 1943. La totalité de l’édition parisienne est ainsi placée sous contrôle, au travers d’un dispositif de censure mise en œuvre sous la tutelle de la Propaganda-Abteilung et de l’Ambassade d’Allemagne. Dans le même temps, la résistance intellectuelle s’organise autour de Jean Paulhan (cofondateur des Lettres françaises en septembre 1942), Raymond Queneau, Albert Camus et d’autres au sein même des éditions. Un groupe d’éditeurs (parmi lesquels figure Gaston Gallimard) tentent en 1941 de racheter les éditions Calmann-Levy afin d’empêcher la mainmise de la maison par les Allemands, en vain. Malgré la censure et les difficultés d’approvisionnement en papier (la Commission de contrôle du papier est créée le 1er avril 1942), cette période voit émerger de grandes œuvres célébrées après-guerre avec, par exemple, Albert Camus (L'Étranger et Le Mythe de Sisyphe, 1942), Jean-Paul Sartre (Le Mur, 1939, L'Imaginaire, 1940, L'Être et le Néant, 1943) ou Maurice Blanchot (Thomas l’Obscur, 1941). Gallimard publie également des traductions de l’allemand (des classiques, majoritairement, dont Goethe). Il refuse le pamphlet de Lucien Rebatet Décombres. À la Libération, la revue La NRF est interdite par le comité d’épuration, alors que le dossier des éditions est classé. Jean-Paul Sartre crée Les Temps modernes en 1945 et Jean Paulhan, Les Cahiers de la Pléiade en 1946.

### Après-guerre
Sortis des débats de l’épuration et forts de quelques grands succès de librairie (Autant en emporte le vent, 1939 ; Le Petit Prince, 1946), les frères Gallimard et leurs fils Claude (fils de Gaston, né le 10 janvier 1914) et Michel (fils de Raymond, né le 18 février 1917) — respectivement entrés dans l’entreprise familiale le 4 octobre 1937 et le 1er février 1941 — ont la volonté de donner un nouvel élan à une maison qui occupe depuis l’entre-deux-guerres une place de premier ordre dans la vie littéraire et intellectuelle française. Ils confient à quelques auteurs proches d’importantes responsabilités éditoriales : Albert Camus (collection « Espoir », 1946), Jean-Paul Sartre (« Bibliothèque de philosophie » avec Maurice Merleau-Ponty, 1950), Roger Caillois (« La Croix du Sud », 1952), Jacques Lemarchand (« Le Manteau d’Arlequin », 1955), Louis Aragon (« Littératures soviétiques », 1956), Raymond Queneau (« L’Encyclopédie de la Pléiade », 1956), André Malraux (« L’Univers des formes », 1960) et Michel Leiris qui poursuit l’animation de « L’Espèce humaine ». Jean Paulhan et Marcel Arland, assistés de Dominique Aury, font reparaître en 1953 la revue La Nouvelle Revue française (La NRF) sous le titre La Nouvelle NRF. La revue s’ouvre aussi bien aux écrivains de la Résistance qu’aux auteurs ayant figuré dans les listes noires de l’épuration (Céline, Marcel Jouhandeau…). Gaston Gallimard négocie par ailleurs au début des années 1950 un accord général avec Louis-Ferdinand Céline (précédemment publié aux éditions Denoël) afin d’exploiter son œuvre passée et à venir, ainsi qu’un contrat général avec Henry de Montherlant, ancien auteur des éditions Bernard Grasset.
L’activité croit dans les années 1950 et 1960, notamment autour de nouvelles collections comme la « Série noire » créée par Marcel Duhamel en septembre 1945 ou « Le Chemin », fondée en 1959 par Georges Lambrichs, ancien éditeur chez Grasset et aux éditions de Minuit. Georges Lambrichs publie dans sa collection en 1963 Le Procès-verbal, premier livre de J. M. G. Le Clézio ; il sera également l’éditeur de Michel Butor, Jean Starobinski, Georges Perros, Michel Deguy, Pierre Guyotat, Michel Chaillou, Jacques Réda… De nouveaux écrivains émergent : Marguerite Yourcenar, entrée au catalogue dès 1938 avec Nouvelles orientales ; Marguerite Duras en 1944 ; Jacques Prévert en 1949 avec le rachat des éditions du Point du Jour ; Jean Genet en 1949 ; Eugène Ionesco en 1954 ; Michel Tournier en 1967, Patrick Modiano en 1968… et, pour l’étranger, Henry Miller (1945), Jorge Luis Borges (1951), Boris Pasternak (1958), Jack Kerouac (1960), Yukio Mishima (1961), William Styron (1962) et Philip Roth (1962), Julio Cortázar (1963), Thomas Bernhard (1967), Milan Kundera (La Plaisanterie, 1968), René Kalisky (Trotsky, etc., 1969), Peter Handke (1969)…
L’exploitation du fonds représente à cette époque une part de plus en plus importante de l’activité de la maison d’édition, au travers d’une collection comme « La Pléiade », mais aussi la parution de nombreux titres de la NRF dans le « Livre de poche » (LGF/Hachette) ou dans les collections « Idées » (1962) et « Poésie » (1966).
Éditeur historique de Jean-Paul Sartre et de Merleau-Ponty, la maison d'édition accueille aussi au début des années 1960 Michel Foucault et contribue, par là, à l’émergence du structuralisme dans les sciences humaines. Trois éditeurs chez Gallimard développent ce secteur, marqué en particulier par l’essor de la nouvelle histoire et le renouveau de la critique : François Erval, avec le lancement en 1962 d’une collection d’essais au format de poche, « Idées » ; le philosophe et psychanalyste Jean-Bertrand Pontalis, responsable de la collection « Connaissance de l’inconscient » (1966) ; et le jeune historien Pierre Nora, auquel Claude Gallimard confie en 1966 le développement du secteur « non fiction » : il crée la « Bibliothèque des Sciences humaines », suivie en 1971 par la « Bibliothèque des histoires », ainsi que la collection de documents « Témoins ».
C’est enfin un groupe éditorial qui prend forme dans les années 1950, avec l’acquisition : 
- de Tel (éditeur de livres d'art) en 1949 ;
- des Éditions Denoël en 1951 ;
- des éditions de La Table Ronde en 1957 ;
- des éditions du Mercure de France en 1958, bientôt dirigé par Simone Gallimard, première épouse de Claude Gallimard[6].

La maison prend une ampleur nouvelle dans ces années. L’immeuble de la rue Sébastien-Bottin est rehaussé de deux étages en 1963.

### Développement du groupe Gallimard
Claude Gallimard, qui seconde son père depuis l’après-guerre, mène de front trois grands projets. Le premier est la mise en place d’outils de diffusion et de distribution à la suite de la rupture du contrat commercial qui liait Gallimard et Hachette depuis 1932. Hachette a en effet développé son propre groupe d’édition, via des acquisitions de maisons directement concurrentes de Gallimard. Claude Gallimard rompt avec Hachette en 1970 et met sur pied, ex nihilo, sa propre structure de distribution (SODIS, 1971, à Lagny-sur-Marne). Des équipes de vente sont alors créées pour diffuser en librairie le catalogue Gallimard, tandis que le CDE (1974) prend en charge les filiales d’édition (1974). Ce dispositif est renforcé en 1983 par la création de FED puis par le rachat au groupe Bayard de la société de diffusion Sofédis (2010).
La rupture avec Hachette a pour conséquence le retrait par Gallimard des ouvrages de son fonds exploités en seconde édition par « Le Livre de poche » depuis 1953. Claude Gallimard lance donc, en 1972, la collection au format poche « Folio », dont la maquette de la couverture a été élaborée par le graphiste et typographe Massin, entré aux Éditions en 1958. 500 titres paraissent entre 1972 et 1973 (la collection en compte aujourd’hui plus de 5 000). La collection Folio est bientôt déclinée en de nombreuses séries à partir du milieu des années 1980[source insuffisante].
L’année 1972 est marquée, enfin, par le lancement d’un département de livres pour enfants sous l’égide de l’éditeur Pierre Marchand (1939-2002). Gallimard Jeunesse (qui devient une filiale autonome en 1991) est inauguré par une collection de grands classiques pour enfants, « 1000 Soleils », suivie en 1977 par « Folio Junior » (première collection de livres au format poche pour le jeune public) et « Enfantimages » en 1978. Le fonds littéraire et les auteurs de la maison-mère sont largement sollicités (Roald Dahl, Claude Roy, Henri Bosco, Marcel Aymé, Marguerite Yourcenar, Michel Tournier, J. M. G. Le Clézio…) mais le département est également très ouvert aux productions anglo-saxonnes ; Pef, l’inventeur de Motordu (1980), est l’un des premiers grands auteurs français pour la jeunesse révélés par Gallimard Jeunesse. Le documentaire n’est pas en reste avec la gamme « Découvertes » (1983), « Découvertes Gallimard » (1986) et « Les Yeux de la Découverte », en partenariat avec Dorling Kindersley (1987). Les innovations techniques et éditoriales dues à Pierre Marchand inspirent également la création d’une ligne de guides touristiques documentaires (« Encyclopédies du voyage ») en 1992, première réalisation d’un secteur « voyages » développé jusqu’à aujourd’hui (« Géoguides », « Cartoville »…)
Claude Gallimard se mobilise par ailleurs, à l’instar de son confrère Jérôme Lindon (1925-2001), directeur des éditions de Minuit, dans le combat contre la censure d’État, notamment lors de l’affaire de la publication d’Eden Eden Eden de Pierre Guyotat (« Le Chemin », 1970), d’abord refusé par la maison, puis paru avec trois préfaces de Roland Barthes, Philippe Sollers et Michel Leiris. Par ailleurs, Claude Gallimard sera l'éditeur français de Docteur Jivago de Boris Pasternak (1958), de Lolita de Vladimir Nabokov (1959) et du Festin nu de William Burroughs (1964). Il s’implique également dans les débats sur la politique du prix du livre, exprimant en un premier temps des réticences à l’égard du modèle du prix unique, finalement adopté par le législateur au titre de la loi Lang en 1981.
Le 15 janvier 1976, à la suite du décès de Gaston Gallimard le 25 décembre 1975, Claude Gallimard devient président des éditions.

### Des années 1980 à aujourd'hui

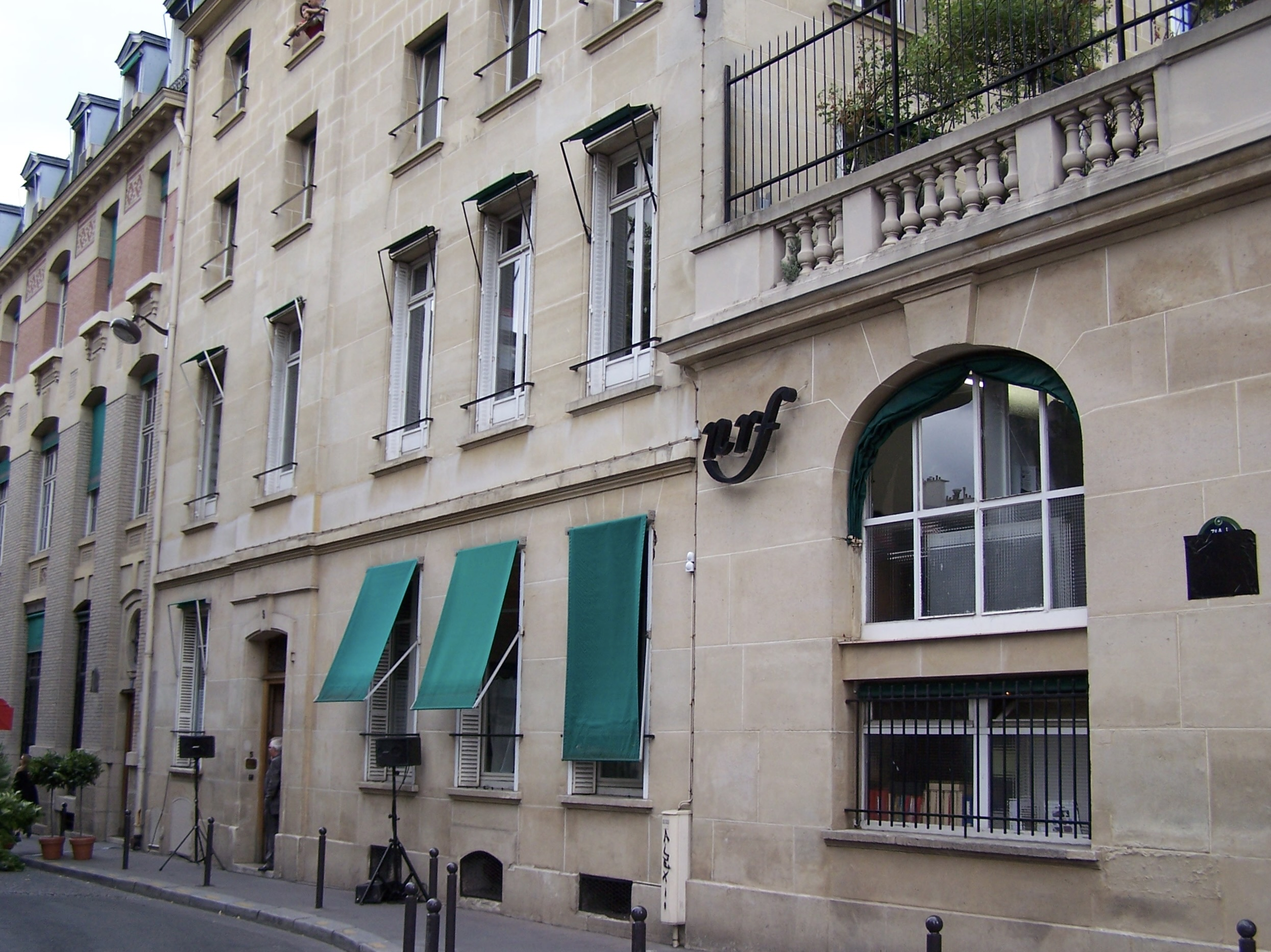
Locaux des éditions au no 5 rue Sébastien-Bottin, devenue en 2011 la rue Gaston-Gallimard.

Claude Gallimard, désireux d'assurer la perpétuation familiale du groupe, fait entrer ses quatre enfants dans l’entreprise. Après l'éviction de son fils aîné Christian (1984), il fait de son fils cadet Antoine son successeur. Ce dernier se voit confier la présidence de la société au printemps 1988. Il parvient, à l’issue d’une délicate période de succession et de conflit familial précédant et suivant la mort de son père le 29 avril 1991, à en préserver l’indépendance, tout en l’ouvrant, pour la première fois de son histoire, à des capitaux extérieurs, avec l’aide de la BNP. Antoine Gallimard stabilise la situation au travers de la création d’une société holding (Madrigall), avec le soutien de ses proches, dont sa sœur Isabelle Gallimard, son cousin Robert Gallimard et Muriel Toso, fille d’Emmanuel Couvreux. Grâce aux succès de vente et à des efforts continus de rationalisation des activités du groupe, les parts des actionnaires extérieurs entrés au capital de la maison familiale (Einaudi, Havas, BNP et actionnaires minoritaires…) sont reclassées de 1996 à 2003.
Grâce à une équipe d’éditeurs et de lecteurs (Roger Grenier, 1971 ; Pascal Quignard, 1977-1994 ; Hector Bianciotti, 1983 ; Jacques Réda, 1983 ; Philippe Sollers, 1989 ; Jean-Marie Laclavetine, 1989 ; Bernard Lortholary, 1989-2005 ; Teresa Cremisi, 1989-2005 ; Jean-Noël Schifano, 1999 ; Guy Goffette, 2000 ; Christian Giudicelli, 2004 ; Richard Millet, 2004-2012 ; Christine Jordis, 2006, etc.), les éditions Gallimard maintiennent le cap éditorial d’une maison littéraire, inscrite dans la vie des idées (« NRF Essais » d’Éric Vigne, 1988), ouverte à l’international et s'appuyant sur son fonds, avec, notamment, les collections « Folio », « L’Imaginaire », la « Pléiade » et « Quarto ». Cette période voit par ailleurs l’émergence du phénomène des best-sellers dans l’édition française, avec, pour Gallimard, d’extraordinaires succès de librairies – de Daniel Pennac à Jonathan Littell, de Philippe Delerm à Muriel Barbery, sans oublier Harry Potter de J. K. Rowling. Les sept tomes de la saga Harry Potter comptent, en 2011, 26 millions d'exemplaires vendus en France, suivis par ceux d'Albert Camus (29 millions de volumes depuis 1941, notamment 10,03 millions d'exemplaires de L'Étranger) et Antoine de Saint-Exupéry (26,3 millions de vente, y compris 13,09 millions du Petit Prince, sa vedette).
Peu à peu, le groupe accueille de nouvelles enseignes éditoriales, à l’image de Giboulées, Le Promeneur, L’Arpenteur, POL, Joëlle Losfeld, Verticales, Alternatives, Futuropolis ou les Grandes Personnes. De nouvelles collections sont créées, à l’image de « Continents noirs », « Bleu de Chine » ou encore « Le Sentiment géographique », en hommage à Michel Chaillou. Des développements sont lancés dans le secteur des livres lus (« Ecoutez lire »), de la musique, de la bande dessinée (Bayou avec Joann Sfar, Futuropolis)…
Antoine Gallimard est élu président du SNE (Syndicat national de l’édition) en 2010. Il se prononce notamment en faveur d’une régulation équilibrée du marché du livre numérique et d’une adaptation progressive des cadres existants, dans le but de permettre à une offre légale et attractive de se développer auprès d’une pluralité de revendeurs : loi sur le prix du livre (loi du 28 mai 2011), adoption du taux réduit de TVA, réflexion sur l’exploitation numérique des œuvres indisponibles du vingtième siècle, adaptation du contrat d’édition,, etc.
Le groupe Gallimard crée en 2009, en association avec Flammarion et La Martinière, Eden Livres, une plateforme de distribution numérique, permettant à des revendeurs (libraires, opérateurs) de relayer son catalogue numérique de nouveautés et de titres du fonds. Cette activité reste toutefois encore très marginale en 2011[réf. souhaitée]. À l’occasion des commémorations du centenaire de la fondation de la maison d’édition, la rue Sébastien Bottin – siège de Gallimard depuis 1929 – est renommée rue Gaston-Gallimard le 15 juin 2011 sur décision du conseil de la Ville de Paris.
Le 26 juin 2012, RCS MediaGroup accepte de vendre le groupe Flammarion au groupe Gallimard (Madrigall) pour un montant de 251 millions d'euros.
En octobre 2013, LVMH prend une participation de 9,5 % dans Gallimard.
En 2019, les éditions Gallimard lancent la collection « Tracts » qui propose des essais court à prix modique. En janvier 2022, les Éditions de minuit intègrent le groupe Madrigall.

## Collections et filiales
Les principales collections et maisons d'édition rattachées (actives ou arrêtées) de Gallimard sont :
- Blanche[2] (1911)
- Une œuvre, un portrait (1921-1947)
- Les Documents bleus (1923-1935)
- Les Chefs-d'œuvre du roman d'aventures (1925-1933)
- Vies des hommes illustres (1925)
- Bibliothèque des idées (1927)
- Hors-série connaissance (1927)[55]
- Galerie pittoresque (1927)
- Les Essais (1931)
- Du monde entier (1931)
- Bibliothèque de la Pléiade (1931 ; 1933 chez Gallimard)
- Leurs figures (1934)
- La renaissance de la nouvelle (1934-1940)
- Livres d'art (1935)[56]
- Le Scarabée d'or (1936-1941)
- Métamorphoses (1937-1959)
- L’Espèce humaine (1937)
- La Montagne Sainte-Geneviève (1941)
- La Suite des temps (1941)
- Reliures d'éditeur illustrées (1941-1967)
- La Jeune philosophie (1945)
- Série noire (1945)
- Espoir (1945)
- Le Point du jour (1949)
- Série blême (1949-1951)
- Bibliothèque de philosophie (1950)
- L'Air du temps (1951)
- La Croix du Sud (1952)
- Le Rayon fantastique (1952)
- Le Manteau d'Arlequin (1955)
- Albums Beaux Livres (1955)[57]
- Connaissance de l'Orient (1956)
- Collection Soleil (1956)
- Pour la musique (1957)
- La Bibliothèque idéale (1958)
- Le Chemin (1959)
- Trente Journées qui ont fait la France (1959)
- L'Univers des formes (1960-1997)
- Idées (1962)[58]
- La Bibliothèque blanche (1965)
- Poésie[3] (1966)
- Connaissance de l'inconscient (1966)
- Bibliothèque des sciences humaines (1966)
- Témoins (1966)
- La Poche noire (1967-1971)
- Bibliothèque des histoires (1971)
- Carré noir (1971-1988)
- Folio (1972), Folio Junior (1978), Folio essais (1985), Folio histoire (1985), Folio actuel (1985), Folio bilingue (1990), Foliothèque (1991), Folio théâtre (1993), Folio classique (1994), Folio policier (1998), Folio plus (1998), Folioplus classiques (2003), Folio SF (2000), Folio documents (2002), Folio 2 € (2002), Folio biographies (2005), Folioplus philosophie (2006), Folio cinéma (2009)
- 1000 Soleils (1973-1993)
- Super noire (1974-1979)
- Tel (1976)
- L'Imaginaire (1977)
- Arcades (1985)
- Découvertes Gallimard (1986)
- L'Infini (1983 ; 1987 chez Gallimard)
- NRF biographies (1988)
- NRF essais (1988)
- L'Arpenteur (1988)
- L'Un et l'Autre (1989)
- Les Presses d'aujourd'hui (1989)
- L'Aube des peuples (1990)
- Le Débat (1990)
- Le Cabinet des lettrés (1990)
- L'Étrangère (1991-1999 ; réintégrée dans « L'Imaginaire »)[59]
- Le Promeneur (1991-2012)
- Art et artistes (1991)
- La Noire (1992)
- Les Cahiers de la NRF (1992)
- Haute Enfance (1993)
- Futuropolis (1972 ; 1994 chez Gallimard, actif depuis 2004)
- Françoise Dolto (1994)
- Digraphe (1994-1994)
- Quarto (1995)
- Maîtres de l'art (1995)
- Le Temps des images (1996)
- La Bibliothèque Gallimard (1998)
- À voix haute (1998)
- L'Arbalète (1940 ; 2000 chez Gallimard)
- Continents noirs (2000)
- Joëlle Losfeld (1985 ; 2003 chez Gallimard)
- Éditions Verticales (1997 ; 2005 chez Gallimard)
- L'Esprit de la cité (2005)
- Écoutez lire (2004)
- Les Journées qui ont fait la France (2004)
- Les Éditions Alternatives
- Témoins de l'art (2009)
- Le Sentiment géographique (2010)
- Bleu de Chine (2010)

### Principales revues
- La Nouvelle Revue française (1909)
- La Revue musicale (1920)
- La Revue juive (1925)
- La Revue du cinéma (1929)
- Les Temps modernes (1945)
- Les Cahiers de la Pléiade (1946)
- L'Art brut (1914)
- Diogène (1952)
- Cahiers Renaud-Barrault (1963)
- Les Cahiers du Chemin (1967)
- Nouvelle Revue de Psychanalyse (1970)
- Le Débat (1980)
- L'Infini (1982)

## Groupe Gallimard
- Les filiales d'édition : 
  - Éditions Denoël
  - Les Éditions du Mercure de France
  - Gallimard Loisirs[60]
  - Gallimard Jeunesse[61]
  - Phase Deux (ex Verticales)
  - Joëlle Losfeld
  - P.O.L. (85 %)
  - La Table Ronde
  - Éditions Alternatives
  - Éditions Foliade (Belgique)
  - Éditions des Cinq Frontières (Suisse)
  - Gallimard Limitée (Canada)
  - Futuropolis
  - Flammarion (dont Casterman et Fluide glacial)
  - Les Éditions de minuit
- Les librairies :
  - Le Divan (Paris)[62]
  - Librairie Kléber (Strasbourg)
  - Librairie de la Presqu'île[63] (Strasbourg)[64]
  - Librairie Gallimard du Monde entier (Strasbourg)
  - Librairie Delamain (Paris)
  - Librairie Gallimard (Paris)[65]
  - Librairie Gallimard (Montréal)
  - Librairie de Paris (Paris)[65]
  - Le Hall du Livre (Nancy)
- Diffusion :
  - CDE, Sofédis
- Distribution :
  - SODIS
  - SOCADIS (Canada), en partenariat avec Flammarion

### Gallimard en chiffres
- 1 470 titres publiés en 2004[réf. nécessaire]
- Chiffre d'affaires (en 2018) : 573 millions d'euros[6]
- Effectifs (en 2019) : 250 à 499[4]
- Le 3e éditeur français, assez loin derrière Hachette (CA 2021 : 2 598 millions d'euros),  Editis (CA 2021 : 853 millions d'euros).[réf. nécessaire]
- Ses quatre plus grands succès comptent Les sept tomes de la saga Harry Potter de J. K. Rowling, Le Petit Prince d'Antoine de Saint-Exupéry, L'Étranger d'Albert Camus et La Peste d'Albert Camus[66].

## Principaux prix littéraires obtenus
Prix Goncourt :
- 1919 : Marcel Proust, À l'ombre des jeunes filles en fleurs
- 1923 : Lucien Fabre, Rabevel ou le Mal des ardents
- 1924 : Thierry Sandre, Le Chèvrefeuille, le Purgatoire, le Chapitre XIII
- 1926 : Henri Deberly, Le Supplice de Phèdre
- 1927 : Maurice Bedel, Jérôme 60° latitude nord
- 1929 : Marcel Arland, L'Ordre
- 1932 : Guy Mazeline, Les Loups
- 1933 : André Malraux, La Condition humaine
- 1939 : Philippe Hériat, Les Enfants gâtés
- 1941 : Henri Pourrat, Vent de Mars
- 1942 : Marc Bernard, Pareils à des enfants
- 1943 : Marius Grout, Passage de l'homme
- 1949 : Robert Merle, Week-end à Zuydcoote
- 1950 : Paul Colin, Les Jeux sauvages
- 1952 : Béatrix Beck, Léon Morin, prêtre
- 1953 : Pierre Gascar, Les Bêtes
- 1954 : Simone de Beauvoir, Les Mandarins
- 1956 : Romain Gary, Les Racines du ciel
- 1957 : Roger Vailland, La Loi
- 1958 : Francis Walder, Saint-Germain ou la Négociation
- 1961 : Jean Cau, La Pitié de Dieu
- 1962 : Anna Langfus, Les Bagages de sable
- 1965 : Jacques Borel, L'Adoration
- 1967 : André Pieyre de Mandiargues, La Marge
- 1969 : Félicien Marceau, Creezy
- 1970 : Michel Tournier, Le Roi des Aulnes
- 1974 : Pascal Lainé, La Dentellière
- 1978 : Patrick Modiano, Rue des Boutiques obscures
- 1985 : Yann Queffélec, Les Noces barbares
- 1992 : Patrick Chamoiseau, Texaco
- 1998 : Paule Constant, Confidence pour confidence
- 2000 : Jean-Jacques Schuhl, Ingrid Caven
- 2001 : Jean-Christophe Rufin, Rouge Brésil
- 2006 : Jonathan Littell, Les Bienveillantes
- 2009 : Marie NDiaye, Trois femmes puissantes
- 2011 : Alexis Jenni, L'Art français de la guerre
- 2016 : Leïla Slimani, Chanson douce
- 2020 : Hervé Le Tellier, L'Anomalie
- 2024 : Kamel Daoud, Houris

## Dans la culture

### Musique
- Joan-Pau Verdier mentionne les éditions Gallimard dans sa chanson en occitan « Soi una puta » de son album L'Exil (1974) : « ne parlons pas de mon parolier / qui est professeur de français / et qui se veut bon occitan / comme il se croit littérateur / il a peut-être pensé au Goncourt / et il se pourrait que tôt ou tard / il vienne frapper chez Gallimard »[68].

#### Ouvrages généralistes
- Histoire
  - Histoire de l’édition française, sous la dir. de Roger Chartier et Henri-Jean Martin, t. IV, Fayard-Cercle de la librairie, 1991
  - L’Édition française depuis 1945, sous la dir. de Pascal Fouché, éditions du Cercle de la librairie, 1998
  - Dictionnaire encyclopédique du livre, éditions du Cercle de la librairie, 3 vol., 2002-2011
  - Histoire de la librairie française, sous la dir. de Frédérique Leblanc et Patricia Sorel, Cercle de la librairie, 2008
- Période de l'Occupation
  - Jean Paulhan, Lettre aux directeurs de la Résistance, Éditions de Minuit, 1951
  - Pascal Fouché, L’Édition française sous l’Occupation, 2 vol., Bibliothèque de littérature française contemporaine de l’université Paris 7, 1987
  - Pierre Drieu la Rochelle, Journal (1939-1945), Gallimard, 1992
  - Olivier Cariguel, Panorama des revues littéraires sous l’Occupation (juillet 1940-août 1944) , IMEC, 2007
  - Robert Paxton, Olivier Corpet, Claire Paulhan, Archives de la vie littéraire sous l’Occupation, IMEC, 2009
- Autres
  - Gisèle Sapiro, La Guerre des écrivains, 1940-1953, Fayard, 1999
  - Massin et le Livre. La Typographie en jeu, Ensad/Archibooks, 2007
  - Éric Vigne, Le Livre et l’Éditeur, Klincksieck, 2008

#### Sur Gallimard et la NRF
- Pierre Assouline, Gaston Gallimard – Un demi-siècle d’édition française, Balland, 1984
- Auguste Anglès, André Gide et le Premier Groupe de la NRF, 3 vol., Gallimard, 1978-1986
- La Bibliothèque de la Pléiade. Travail éditorial et Valeur littéraire, sous la dir. de Joëlle Glaize et Philippe Roussin, Édition des archives contemporaines, 2009
- Anna Boschetti, Sartre et les Temps modernes, Éditions de Minuit, 1985
- Laurence Brisset, La NRF de Paulhan, Gallimard, 2003
- Alban Cerisier, Une histoire de La NRF, Gallimard, 2009
- Alban Cerisier, Gallimard : Un éditeur à l'œuvre, coll. « Découvertes Gallimard / Littératures » (no 569), 2011  (ISBN 978-2-07-044169-3)
- Alban Cerisier, Jacques Desse, De la jeunesse chez Gallimard, Gallimard/Chez les libraires associés, 2007
- Alban Cerisier, Jean-Étienne Huret, Le Club du meilleur livre (1952-1963), Librairie J.-E. Huret, 2007
- Michel Deguy, Le Comité : Confessions d’un lecteur de grande maison, Seyssel, Champ Vallon, 1988
- François Dosse, Pierre Nora, homo historicus, Perrin, 2011
- Marcel Duhamel, Raconte pas ta vie, Mercure de France, 1973
- Pierre Hebey, La NRF des années sombres, Gallimard, 1992
- Jean Lacouture, Une adolescence du siècle. Jacques Rivière et la NRF, Le Seuil, 1994
- Pierre Nora, Historien public, Gallimard, 2011
- Pierre Nora, Une étrange obstination, Gallimard, 2022
- Jean-François Poupart, Gallimard chez les nazis, Montréal, Poètes de Brousse, coll. « Essai Libre », 2009
- André Schiffrin, Aller-Retours, Liana Levi, 2007
- Henri Vignes et Pierre Boudrot, Bibliographie des Éditions de la Nouvelle Revue française (26 mai 1911 - 15 juillet 1919), Librairie Henri Vignes & Éditions des Cendres, 2011

#### Articles
- Nathalie Sibert, « Gallimard, une histoire si française », Les Échos, 4 mars 2011
- Olivier Bessard-Banquy, « L’imprimerie selon Gaston Gallimard. L’art du livre dans les premiers temps de la NRF », dans Revue française d’histoire du livre, no 132, nouvelle série, 2011